# Audi Q5 8R
Die erste Generation des Audi Q5 (interne Typbezeichnung 8R) ist ein Fahrzeug von Audi, das zunächst den Kompakt-SUV zugerechnet wurde und später auch den „Mittelklasse“-SUV.

## Modellgeschichte und Produktion
Der Q5 wurde formal erstmals auf der Messe Auto China Beijing im April 2008 vorgestellt und kam im November 2008 auf den Markt.
Er wird in Ingolstadt, Changchun (Volksrepublik China) und Aurangabad (Indien) hergestellt und baut, wie auch der A4 B8 und der A5, auf Audis modularem Längsbaukasten (MLB) auf.

### Modellpflege
Im September 2012 erhielt der Q5 ein Facelift, das auf der AMI in Leipzig formal erstmals gezeigt wurde, wobei außer einigen äußeren Modifizierungen auch Technik- und Motoren überarbeitet wurden. So bekamen die Motoren mehr Leistung und wurden zugleich sparsamer.
Seit Anfang 2013 gibt es eine S-Variante des Audi Q5. Sie ist das erste S-Modell mit Dieselmotor. Dieser ist bereits in Audi A6 und A7 erhältlich, hat eine maximale Leistung von 230 kW (313 PS) und wird über zwei parallel geschaltete Turbolader aufgeladen.

## Sicherheit
Beim Crashtest von Euro NCAP der 2009 veröffentlicht wurde, wurde der Q5 mit einer Gesamtwertung von fünf Sternen versehen. Die Teilbewertungen sind: 89 % bei erwachsenen Insassen, 84 % bei Kindern, 32 % bei Fußgängern und 71 % bei der Sicherheitsunterstützung.

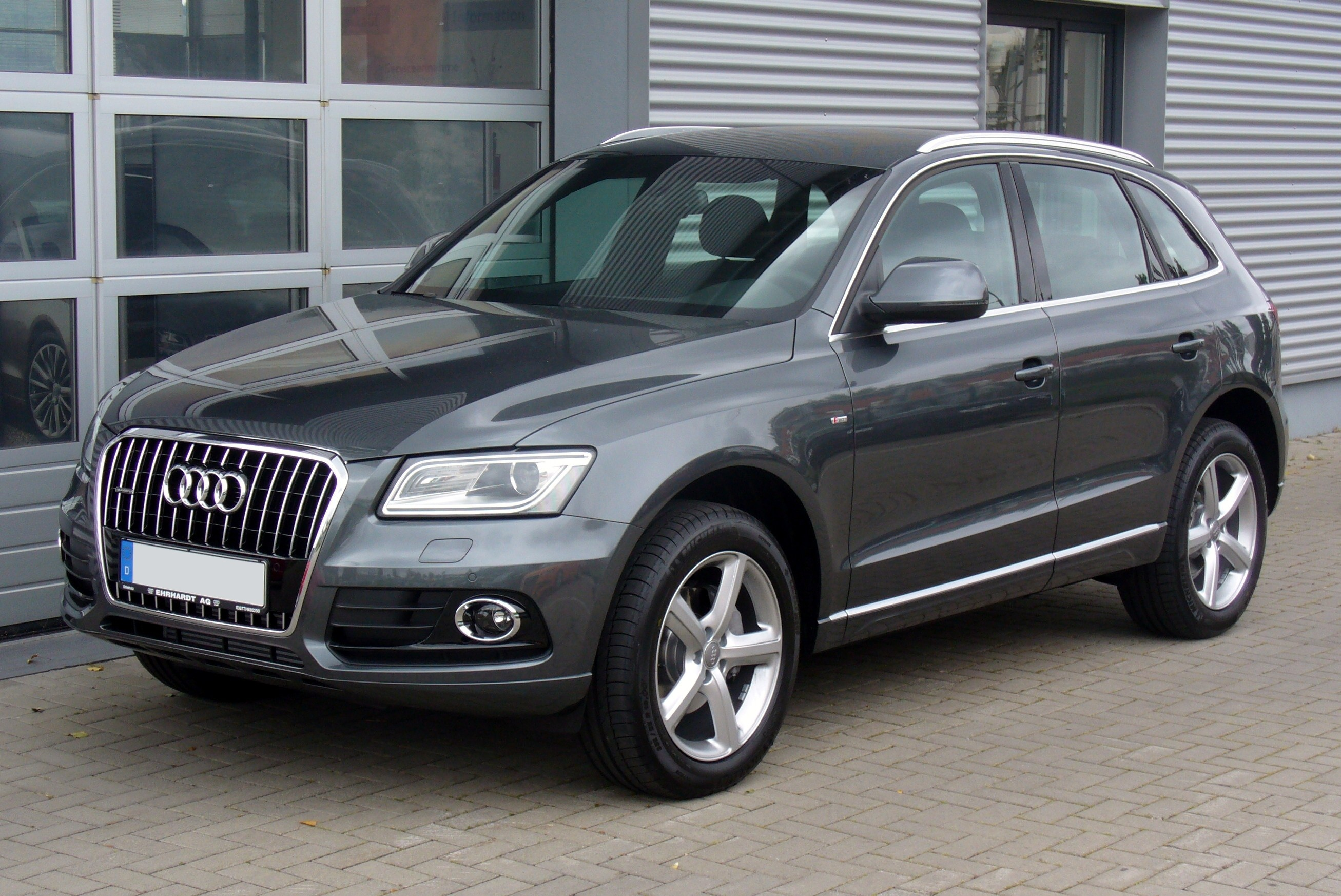
Audi Q5 (2012–2016)
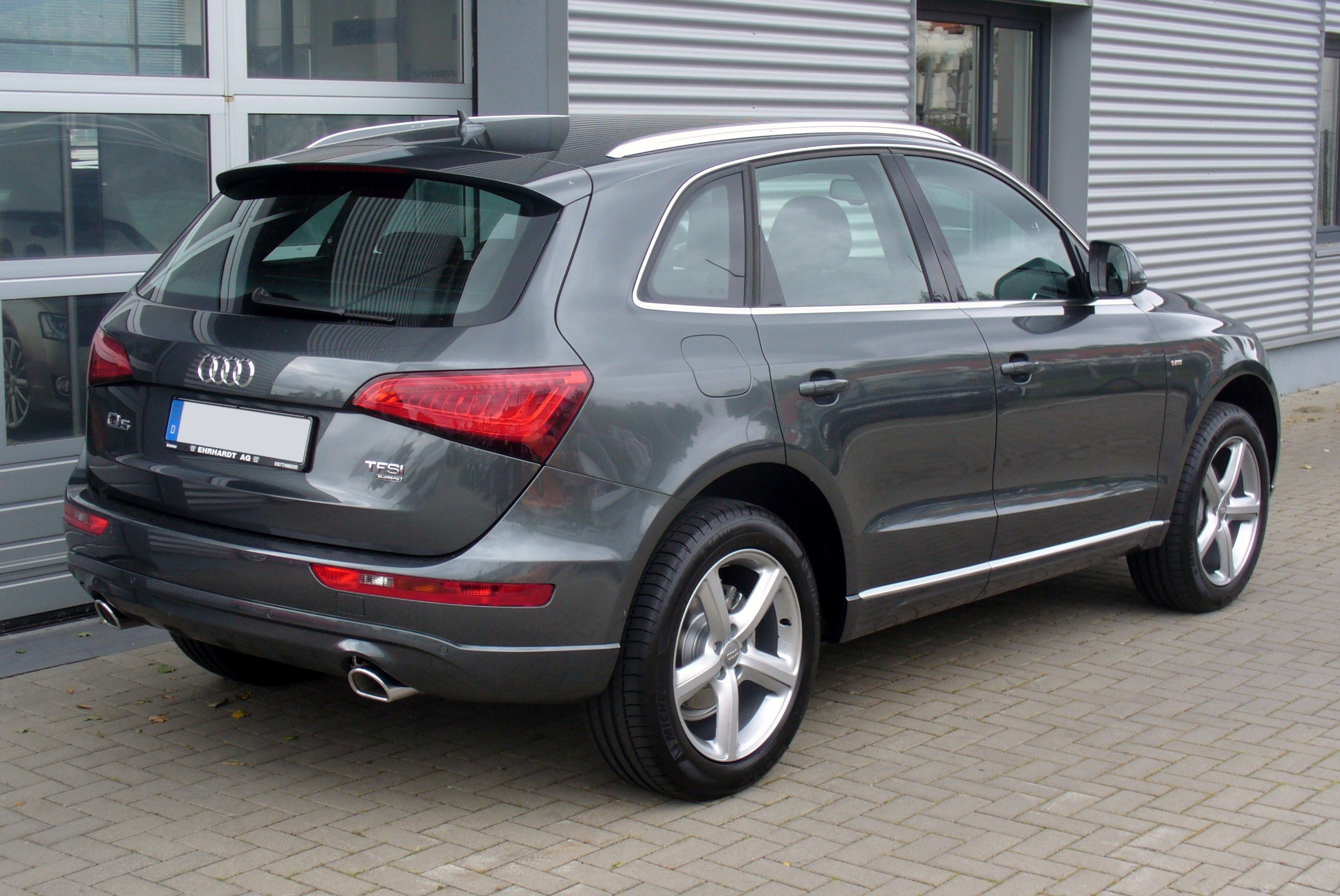
Heckansicht
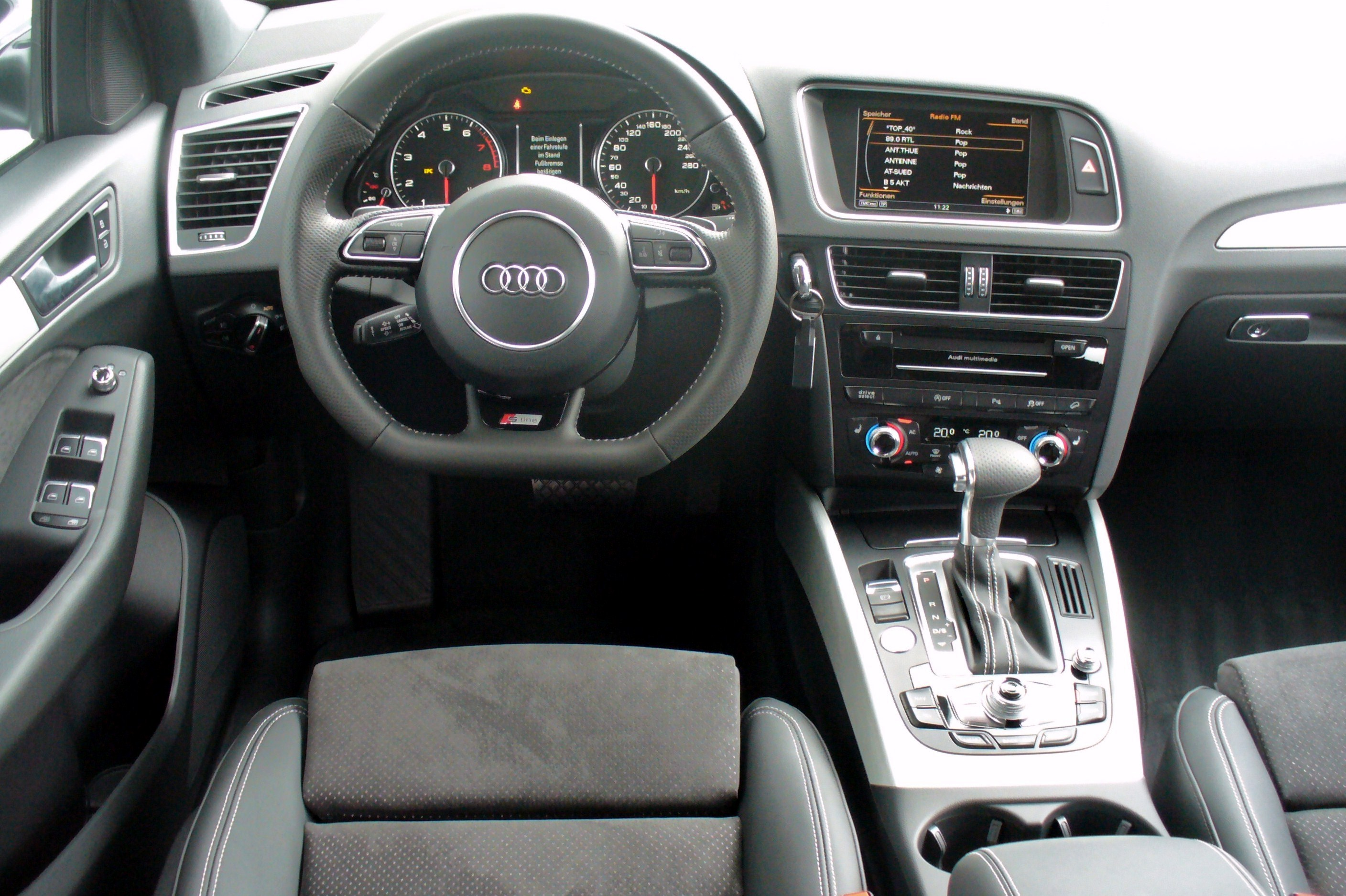
Interieur
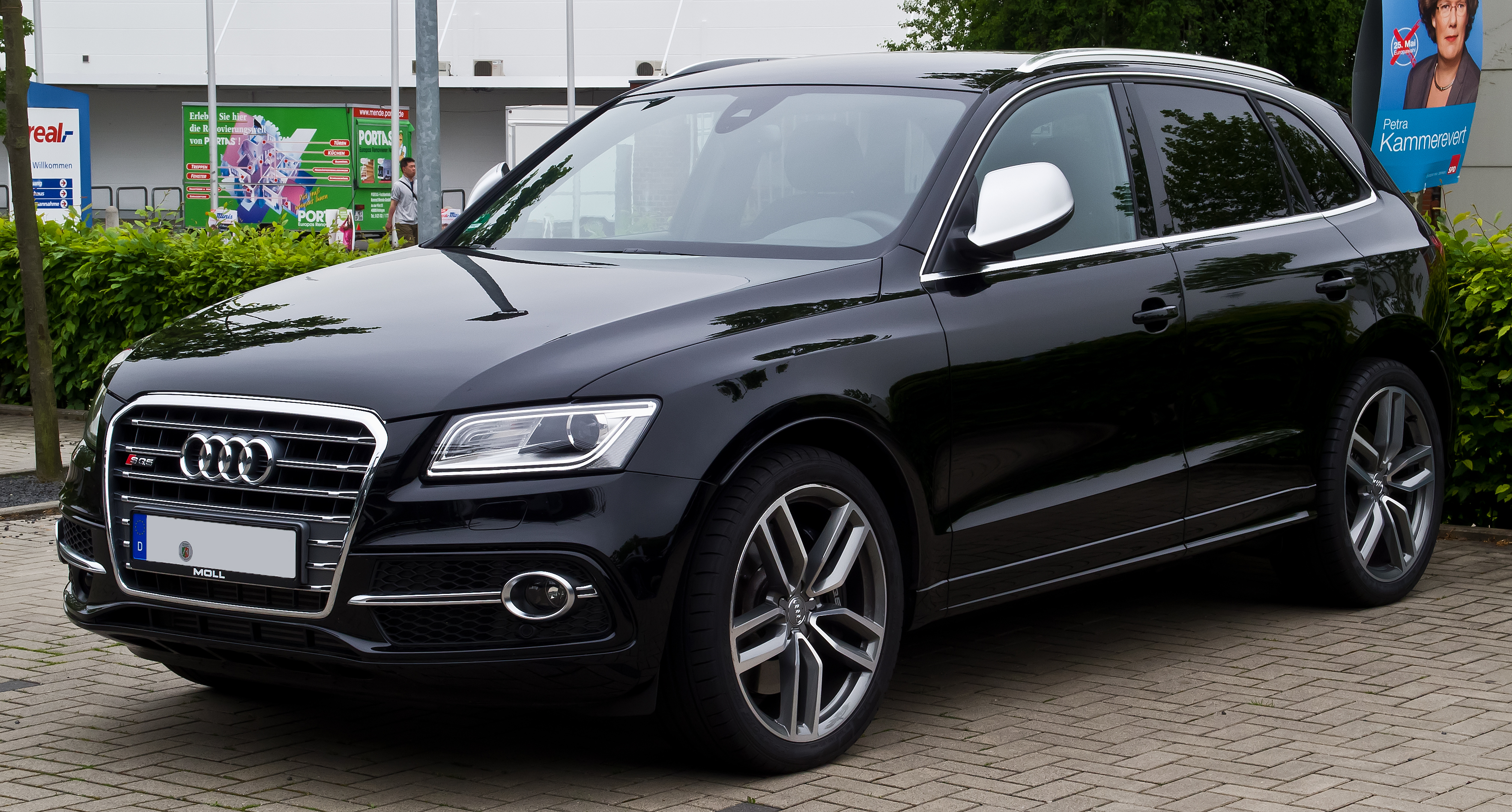
Audi SQ5 TDI (2012–2016)

## Antrieb
Zum Verkaufsstart im Herbst 2008 wurden zunächst ein Otto- und zwei Dieselmotoren angeboten, alle mit Turbolader: Ein 2,0-l-Ottomotor mit Direkteinspritzung, der maximal 155 kW (211 PS) leistet und ein maximales Drehmoment von 350 Nm hat. Dazu die beiden Dieselmotoren, ein Zwei-Liter-TDI mit maximal 125 kW (170 PS) und 350 Nm maximalem Drehmoment sowie ein Drei-Liter-Sechszylinder mit maximal 176 kW (240 PS) und 500 Nm maximalem Drehmoment. Ab Juli 2009 standen mit dem 2.0 TDI (105 kW / 143 PS) und 2.0 TFSI (132 kW / 180 PS) zwei neue Motoren zur Auswahl.
Im Q5 nahm als Neuerung im Audi-Programm das Sieben-Gang-Direktschaltgetriebe S tronic Einzug, das für Drehmomente bis 500 Newtonmeter ausgelegt ist. Über dieses und ein Torsenmitteldifferenzial werden permanent alle vier Räder angetrieben (Quattro-Allradantrieb). Das Mitteldifferential verteilt 40 % des Momentes auf die Vorderachse und 60 % auf die Hinterachse, wenn die Bodenhaftung der Räder an beiden Achsen gleich ist.

## Technische Daten

### Ottomotoren
|                                              | 2.0 TFSI                                       | 2.0 TFSI                                       | 2.0 TFSI                    | 2.0 TFSI                   | 3.2 FSI               | 3.0 TFSI                   | SQ5 TFSI (1)               |
| -------------------------------------------- | ---------------------------------------------- | ---------------------------------------------- | --------------------------- | -------------------------- | --------------------- | -------------------------- | -------------------------- |
| Bestellzeitraum                              | seit 06/2009                                   | 08/2008–04/2012                                | 10/2012–08/2015             | seit 08/2015               | 01/2009–04/2012       | 04/2012–04/2015            | 2013–2017                  |
| Motorkennbuchstaben                          | CDNB, CNBC, CNCB, CDZA                         | CDNC, CPMA, CADA, CAEB                         | CNCD                        | CNCE                       | CALB                  | CTUC, CTVA                 | CTUD, CTXA                 |
| Motorart                                     | Ottomotor                                      | Ottomotor                                      | Ottomotor                   | Ottomotor                  | Ottomotor             | Ottomotor                  | Ottomotor                  |
| Motortyp                                     | Reihenbauart                                   | Reihenbauart                                   | Reihenbauart                | Reihenbauart               | V-Bauart              | V-Bauart                   | V-Bauart                   |
| Motoraufladung                               | Turbolader                                     | Turbolader                                     | Turbolader                  | Turbolader                 | —                     | Kompressor                 | Kompressor                 |
| Gemischaufbereitung                          | Direkteinspritzung                             | Direkteinspritzung                             | Direkteinspritzung          | Direkteinspritzung         | Direkteinspritzung    | Direkteinspritzung         | Direkteinspritzung         |
| Zylinder/Ventile                             | 4/16                                           | 4/16                                           | 4/16                        | 4/16                       | 6/24                  | 6/24                       | 6/24                       |
| Hubraum                                      | 1984 cm³                                       | 1984 cm³                                       | 1984 cm³                    | 1984 cm³                   | 3197 cm³              | 2995 cm³                   | 2995 cm³                   |
| max. Leistung bei min−1                      | 132 kW (180 PS)/ 4000–6000                     | 155 kW (211 PS)/ 4300–6000                     | 165 kW (225 PS)/ 4500–6250  | 169 kW (230 PS)/ 4700–6200 | 199 kW (270 PS)/ 6500 | 200 kW (272 PS)/ 4780–6500 | 260 kW (354 PS)/ 6000–6500 |
| max. Drehmoment bei min−1                    | 320 Nm/ (2) 1500–3800                          | 350 Nm/ 1500–4200                              | 350 Nm/ 1500–4500           | 350 Nm/ 1500–4600          | 330 Nm/ 3000–5000     | 400 Nm/ 2500–4780          | 470 Nm/ 4000–4500          |
| Antriebsart, Serie                           | Allradantrieb                                  | Allradantrieb                                  | Allradantrieb               | Allradantrieb              | Allradantrieb         | Allradantrieb              | Allradantrieb              |
| Antriebsart, Option                          | —                                              | —                                              | —                           | —                          | —                     | —                          | —                          |
| Getriebe, Serie                              | 6-Gang-Schaltgetriebe (0B2)                    | 6-Gang-Schaltgetriebe (0B2)                    | 6-Gang-Schaltgetriebe (0B2) | 8-Gang-tiptronic           | 7-Gang-S tronic (0B5) | 8-Gang-tiptronic           | 8-Gang-tiptronic           |
| Getriebe, Option                             | 7-Gang-S tronic (0B5) und 8-Gang-tiptronic (3) | 7-Gang-S tronic (0B5) und 8-Gang-tiptronic (3) | 8-Gang-tiptronic            |                            |                       |                            |                            |
| Leergewicht                                  | 1795–1845 kg                                   | 1795–1830 kg                                   | 1795–1830 kg                | 1845 kg                    | 1880 kg               | 1915 kg                    | 2000 kg                    |
| max. Zuladung                                | 610 kg                                         | 610 kg                                         | 575–610 kg                  | 610 kg                     | 610 kg                | 610 kg                     | k. A.                      |
| max. Anhängelast bei 12 % Steigung, gebremst | 2000 kg                                        | 2000 kg                                        | 2000 kg                     | 2000 kg                    | 2000 kg               | 2400 kg                    | k. A.                      |
| Beschleunigung, 0–100 km/h                   | 8,2–8,5 s                                      | 7,2–7,6 s                                      | 7,1–7,4 s                   | 6,9 s                      | 6,9 s                 | 5,9 s                      | 5,3 s                      |
| Höchstgeschwindigkeit                        | 205–210 km/h                                   | 222 km/h                                       | 222 km/h                    | 228 km/h                   | 234 km/h              | 234 km/h                   | 250 km/h (4)               |
| Kraftstoffverbrauch auf 100 km, kombiniert   | 7,2–8,4 l Super                                | 8,1–8,6 l Super                                | 7,5–7,9 l Super             | 7,2 l Super                | 9,3 l Super           | 8,5 l Super                | 8,5 l Super                |
| CO2-Emission                                 | 168–195 g/km                                   | 188–199 g/km                                   | 174–184 g/km                | 168 g/km                   | 218 g/km              | 199 g/km                   | 199 g/km                   |
| Abgasnorm                                    | Euro 6 (5)                                     | Euro 5                                         | Euro 6 (5)                  | Euro 6                     | Euro 5                | Euro 5                     | —                          |
| Quelle                                       | [ 11 ]                                         | [ 12 ] [ 13 ]                                  | [ 14 ] [ 15 ]               | [ 16 ] [ 17 ]              | [ 18 ]                | [ 19 ]                     |                            |

### Hybrid
|                                              | 2.0 TFSI hybrid            |
| -------------------------------------------- | -------------------------- |
| Bestellzeitraum                              | 06/2011–04/2015            |
| Motorkennbuchstaben                          | CHJA                       |
| Motorart                                     | Ottomotor / Hybridmotor    |
| Motortyp                                     | Reihenbauart, Elektromotor |
| Motoraufladung                               | Turbolader                 |
| Gemischaufbereitung                          | Direkteinspritzung         |
| Zylinder/Ventile                             | 4/16                       |
| Hubraum                                      | 1984 cm³                   |
| System-Leistung                              | 180 kW (245 PS)            |
| System-Drehmoment                            | 480 Nm                     |
| Verbrennungsmotor-Leistungbei min−1          | 155 kW (211 PS)/ 4300–6600 |
| Verbrennungsmotor-Drehmoment bei min−1       | 350 Nm/ 1500–4200          |
| E-Motor Leistung                             | 40 kW (54 PS)              |
| E-Motor Drehmoment                           | 210 Nm                     |
| Antriebsart, Serie                           | Allradantrieb              |
| Antriebsart, Option                          | —                          |
| Getriebe, Serie                              | 8-stufige-tiptronic        |
| Getriebe, Option                             | —                          |
| Leergewicht                                  | 1985 kg                    |
| max. Zuladung                                | 580 kg                     |
| max. Anhängelast bei 12 % Steigung, gebremst | 2000 kg                    |
| Beschleunigung, 0–100 km/h                   | 7,1 s                      |
| Höchstgeschwindigkeit                        | 225 km/h                   |
| Kraftstoffverbrauch auf 100 km, kombiniert   | 6,9 l Super                |
| CO2-Emission                                 | 159 g/km                   |
| Abgasnorm                                    | Euro 5                     |
| Akkukapazität                                | 1,3 kWh                    |
| Quelle                                       | [ 20 ]                     |

### Dieselmotoren
|                                              | 2.0 TDI                  | 2.0 TDI                        | 2.0 TDI                    | 2.0 TDI                  | 2.0 TDI                  | 2.0 TDI                    | 3.0 TDI                    | 3.0 TDI                    | 3.0 TDI                    | SQ5 TDI                    | SQ5 TDI competition        | SQ5 TDI plus               |
| -------------------------------------------- | ------------------------ | ------------------------------ | -------------------------- | ------------------------ | ------------------------ | -------------------------- | -------------------------- | -------------------------- | -------------------------- | -------------------------- | -------------------------- | -------------------------- |
| Bestellzeitraum                              | 06/2009– 04/2013         | seit 04/2013                   | seit 04/2014               | 08/2008– 04/2012         | 11/2011– 04/2014         | seit 04/2014               | 08/2008– 04/2012           | 11/2011– 04/2014           | seit 10/2013               | 09/2012– 08/2015           | seit 04/2015               | seit 10/2015               |
| MKB                                          | CJCA, CAGA               | CJCD, CSUA                     | CAHB, CGLA                 | CAHA, CGLB               | CGLC, CMGB               | CNHA                       | CCWA, CPNB                 | CDUD                       | CTBA                       | CGQB, CVUC                 | CVUB                       | DEHA                       |
| Motorbaureihe                                | VW EA189                 | VW EA288                       | VW EA288                   | VW EA189                 | VW EA189                 | VW EA288                   | VW EA896                   | VW EA896G2                 | VW EA896G2                 | VW EA896G2                 | VW EA896G2                 | VW EA896G2                 |
| Motorart                                     | Dieselmotor              | Dieselmotor                    | Dieselmotor                | Dieselmotor              | Dieselmotor              | Dieselmotor                | Dieselmotor                | Dieselmotor                | Dieselmotor                | Dieselmotor                | Dieselmotor                | Dieselmotor                |
| Motortyp                                     | Reihenbauart             | Reihenbauart                   | Reihenbauart               | Reihenbauart             | Reihenbauart             | Reihenbauart               | V-Bauart                   | V-Bauart                   | V-Bauart                   | V-Bauart                   | V-Bauart                   | V-Bauart                   |
| Motoraufladung                               | Turbolader               | Turbolader                     | Turbolader                 | Turbolader               | Turbolader               | Turbolader                 | Turbolader                 | Turbolader                 | Turbolader                 | Bi-Turbolader              | Bi-Turbolader              | Bi-Turbolader              |
| Gemischaufbereitung                          | Common-Rail-Einspritzung | Common-Rail-Einspritzung       | Common-Rail-Einspritzung   | Common-Rail-Einspritzung | Common-Rail-Einspritzung | Common-Rail-Einspritzung   | Common-Rail-Einspritzung   | Common-Rail-Einspritzung   | Common-Rail-Einspritzung   | Common-Rail-Einspritzung   | Common-Rail-Einspritzung   | Common-Rail-Einspritzung   |
| Zylinder/Ventile                             | 4/16                     | 4/16                           | 4/16                       | 4/16                     | 4/16                     | 4/16                       | 6/24                       | 6/24                       | 6/24                       | 6/24                       | 6/24                       | 6/24                       |
| Hubraum                                      | 1968 cm³                 | 1968 cm³                       | 1968 cm³                   | 1968 cm³                 | 1968 cm³                 | 1968 cm³                   | 2967 cm³                   | 2967 cm³                   | 2967 cm³                   | 2967 cm³                   | 2967 cm³                   | 2967 cm³                   |
| max. Leistung bei min−1                      | 105 kW (143 PS)/ 4200    | 110 kW (150 PS)/ (1) 3250–4200 | 120 kW (163 PS)/ 3000–4200 | 125 kW (170 PS)/ 4200    | 130 kW (177 PS)/ 4200    | 140 kW (190 PS)/ 3800–4200 | 176 kW (240 PS)/ 4000–4400 | 180 kW (245 PS)/ 4000–4500 | 190 kW (258 PS)/ 4000–4500 | 230 kW (313 PS)/ 3900–4500 | 240 kW (326 PS)/ 3900–4500 | 250 kW (340 PS)/ 4100–4300 |
| max. Drehmoment bei min−1                    | 320 Nm/ 1750–2500        | 320 Nm/ (2) 1500–3250          | 400 Nm/ 1750–2750          | 350 Nm/ 1750–2500        | 380 Nm/ 1750–2500        | 400 Nm/ 1750–3000          | 500 Nm/ 1500–3000          | 580 Nm/ 1750–2750          | 580 Nm/ 1750–2500          | 650 Nm/ 1450–2800          | 650 Nm/ 1450–2800          | 700 Nm/ 1500–2550          |
| Antriebsart, Serie                           | Vorderradantrieb         | Vorderradantrieb               | Allradantrieb              | Allradantrieb            | Allradantrieb            | Allradantrieb              | Allradantrieb              | Allradantrieb              | Allradantrieb              | Allradantrieb              | Allradantrieb              | Allradantrieb              |
| Antriebsart, Option                          | Allradantrieb            | Allradantrieb                  | —                          | —                        | —                        | —                          | —                          | —                          | —                          | —                          | —                          | —                          |
| Getriebe, Serie                              | 6-Gang-Schaltgetriebe    | 6-Gang-Schaltgetriebe          | 7-Gang-S tronic            | 6-Gang-Schaltgetriebe    | 6-Gang-Schaltgetriebe    | 6-Gang-Schaltgetriebe      | 7-Gang-S tronic            | 7-Gang-S tronic            | 7-Gang-S tronic            | 8-Gang-tiptronic           | 8-Gang-tiptronic           | 8-Gang-tiptronic           |
| Getriebe, Option                             | —                        | —                              | —                          | 7-Gang-S tronic          | 7-Gang-S tronic          | 7-Gang-S tronic            | —                          | —                          | —                          | —                          | —                          | —                          |
| Leergewicht                                  | 1755–1820 kg             | 1755–1885 kg                   | 1925 kg                    | 1830–1895 kg             | 1830–1895 kg             | 1845–1925 kg               | 1955 kg                    | 1935 kg                    | 1955 kg                    | 1995–2075 kg               | 2075 kg                    | 2075 kg                    |
| max. Zuladung                                | 580–620 kg               | 580–610 kg                     | 610 kg                     | 610 kg                   | 610 kg                   | 580–610 kg                 | 610 kg                     | 630 kg                     | 610 kg                     | 585–610 kg                 | 585 kg                     | 585 kg                     |
| max. Anhängelast bei 12 % Steigung, gebremst | 1700–1800 kg             | 1700–1800 kg                   | 2000 kg                    | 2000 kg                  | 2000 kg                  | 2000 kg                    | 2000 kg                    | 2400 kg                    | 2400 kg                    | 2400 kg                    | 2400 kg                    | 2400 kg                    |
| Beschleunigung, 0–100 km/h                   | 10,8–11,4 s              | 10,8–10,9 s                    | 9,7 s                      | 9,9 s                    | 9,0–9,3 s                | 8,4–8,7 s                  | 6,5 s                      | 6,5 s                      | 6,2 s                      | 5,1–5,2 s                  | 5,1 s                      | 5,1 s                      |
| Höchstgeschwindigkeit                        | 190–192 km/h             | 190–192 km/h                   | 196 km/h                   | 200–204 km/h             | 200–204 km/h             | 210–211 km/h               | 225 km/h                   | 225 km/h                   | 230 km/h                   | 250 km/h (3)               | 250 km/h (3)               | 250 km/h (3)               |
| Kraftstoffverbrauch auf 100 km, kombiniert   | 5,3–6,2 l Diesel         | 4,9–5,9 l Diesel               | 5,7 l Diesel               | 6,2–7,0 l Diesel         | 6,0 l Diesel             | 4,8–5,7 l Diesel           | 7,5 l Diesel               | 6,4 l Diesel               | 6,3 l Diesel               | 6,6–6,8 l Diesel           | 6,6 l Diesel               | 6,6 l Diesel               |
| CO2-Emission                                 | 139–162 g/km             | 129–154 g/km                   | 149 g/km                   | 163–184 g/km             | 157–159 g/km             | 126–149 g/km               | 199 g/km                   | 169 g/km                   | 164 g/km                   | 174–179 g/km               | 174 g/km                   | 174 g/km                   |
| Abgasnachbehandlung, PM                      | Dieselrußpartikelfilter  | Dieselrußpartikelfilter        | Dieselrußpartikelfilter    | Dieselrußpartikelfilter  | Dieselrußpartikelfilter  | Dieselrußpartikelfilter    | Dieselrußpartikelfilter    | Dieselrußpartikelfilter    | Dieselrußpartikelfilter    | Dieselrußpartikelfilter    | Dieselrußpartikelfilter    | Dieselrußpartikelfilter    |
| Abgasnorm                                    | Euro 5                   | Euro 6 (4)                     | Euro 6                     | Euro 5 (5)               | Euro 5 (5)               | Euro 6                     | Euro 5                     | Euro 5                     | Euro 6                     | Euro 6 (6)                 | Euro 6                     | Euro 6                     |
| Quelle                                       | [ 22 ] [ 23 ]            | [ 24 ] [ 25 ]                  | [ 26 ]                     | [ 27 ] [ 28 ]            | [ 29 ]                   | [ 30 ]                     | [ 31 ]                     | [ 32 ]                     | [ 33 ]                     | [ 34 ] [ 35 ]              | [ 36 ]                     | [ 37 ]                     |